# Chrystel Robert
Chrystel Robert, née le 31 juillet 1973 à La Falaise (Yvelines), est une gymnaste française ; en 13 ans de carrière internationale, elle comptabilise 10 médailles d'or individuelles et 9 par équipe dans les compétitions continentales et mondiales. Spécialisée dans la discipline du tumbling, elle est licenciée à l'AS Ronchin où elle s'entraîne sous la direction de Christophe Lambert. Sur les traces de sa sœur aînée, Corinne, née le 17 octobre 1970, sa carrière internationale s'étale de 1987 (14 ans) à 2000 (27 ans), et de 1990 à 1996, elle remporte tous les titres mondiaux de sa spécialité

## Palmarès

### Mondial
- Quadruple championne du monde individuelle (FIT) en 1990, 1992, 1994, et 1996;
- Vainqueur individuelle aux Jeux mondiaux en 1987 et en 1993;
- Championne du monde individuelle (IFSA) en 1992;
- Quadruple championne du monde par équipes (FIT) en 1990, 1992, 1994, et 1996;
- Vice-championne du monde individuelle (FIT) en 1998, et 1999;
- Vice-championne du monde individuelle (IFSA) en 1994;
- Vice-championne du monde par équipes (FIT) en 1999;
- 3e des championnats du monde par équipes (FIT) en 1998;

### Européen
- Triple Championne d'Europe individuelle (FIT) en 1991, 1993, et 1995;
- Championne d'Europe individuelle (IFSA) en 1991;
- Sextuple championne d'Europe par équipes (FIT; FIG en 2000) en 1987, 1989, 1991, 1993, 1998,  et 2000;
- Vice-championne d'Europe individuelle (FIT) en 1989, et 1991;

### National
- Championne de France de la Fédération française de trampoline et de sports acrobatiques sans discontinuer de 1989 à 1996. Elle est ensuite 2e en 1997 derrière Karine Boucher et à nouveau championne de 1998 à 2000 après le passage de sa discipline à la Fédération française de gymnastique[4].